# Liste der Kulturdenkmale in Goldbach
In der Liste der Kulturdenkmale in Goldbach sind die Kulturdenkmale des Ortsteils Goldbach der sächsischen Stadt Bischofswerda verzeichnet, die bis Juni 2017 vom Landesamt für Denkmalpflege Sachsen erfasst wurden (ohne archäologische Kulturdenkmale). Die Anmerkungen sind zu beachten.

## Liste der Kulturdenkmale in Goldbach
| Bild                                    | Bezeichnung | Lage                           | Datierung | Beschreibung | ID       |
| --------------------------------------- | --- | ------------------------------ | --- | --- | -------- |
| Weitere Bilder                          | Evangelische Pfarrkirche St. Marien und Kirchhof, ein Grufthaus, eine Grabanlage, Aufbahrungshalle, Denkmal für die Gefallenen des Ersten Weltkrieges an der Außenseite des Chores und Einfriedungsmauer mit zwei Torpfeilern | Frankenthaler Straße (Karte)   | Mitte 18. Jahrhundert (Kirche); um 1910 (Aufbahrungshalle); 2. Hälfte 19. Jahrhundert (Grufthaus); nach 1918 (Kriegerdenkmal) | Kirche verputzter Bruchsteinbau, Westturm mit Haube und Laterne, an der Südseite spätgotisches Portal vom Vorgängerbau, baugeschichtlich und ortsgeschichtlich von Bedeutung. Grufthaus aus der 2. Hälfte des 19. Jahrhunderts (heute Geräteschuppen). Einfriedung auf der Nord- und Ostseite des Kirchhofs aus verputztem Bruchsteinmauerwerk, zwei Eingangspfeiler aus Sandstein mit Kämpferplatten. Eine denkmalwerte Grabanlage: Familie Caspar, Erstbelegung Johann Gottlieb Caspar (1812–1882), dreiteilige Grabwand mit erhöhtem Mittelteil, in der Art einer Tempelfassade gestaltet, Sandstein, einschließlich schmiedeeiserner Einfriedung, nach 1882. Saalbau mit 3/8-Schluss, um 1750. Erneuerung des Innern und Anlage von Treppenhäusern 1903. Restaurierung 1977, 1995. Verputzter Bruchsteinbau. Westturm mit Haube, Laterne und achtseitigem Glockengeschoss auf quadratischem Unterbau, dieser mit einem Strebepfeiler gesichert. An der Südseite schlichtes spätgotisches Portal, vermutlich vom Vorgängerbau. Das Innere flachgedeckt, eingeschossige Holzemporen an den Längsseiten, an der Westwand die Orgelempore. Schlichter Kanzelaltar aus Holz mit tulpenförmigem Kanzelkorb und seitlichen Wangen, Mitte 18. Jahrhundert, Taufe in geschweifter Kelchform aus Granit, 18. Jahrhundert, beachtliche Schnitzfigur, Maria mit Kind, um 1440. Orgel von Zacharias und Gottfried Hildebrandt, um 1756, umgebaut und erweitert durch Eule, 1908. | 09276081 |
|                                         | Wohnstallhaus eines Bauernhofes | Frankenthaler Straße 1 (Karte) | Um 1800 | Obergeschoss Fachwerk, verschiefert (Kunstschiefer), hoher spitzer Giebel verkleidet, baugeschichtlich von Bedeutung, 2002 saniert | 09276080 |
|                                         | Wohnstallhaus eines Zweiseithofes | Goldbacher Straße 2 (Karte)    | 2. Hälfte 19. Jahrhundert | Obergeschoss Fachwerk, Ziegelausfachung, baugeschichtlich von Bedeutung, Fenster und Haustür original, Pumpe Abbruch 2011 festgestellt | 09276074 |
| Direkt Bild zu diesem Denkmal hochladen | Wohnstallhaus mit integriertem Wirtschaftsteil | Goldbacher Straße 16 (Karte)   | Um 1850 | Obergeschoss Fachwerk verbrettert, baugeschichtlich von Bedeutung, mit Schleppdach nach hinten, Giebel verbrettert, Schuppen (Remise), eiserne Handschwengelpumpe Abbruch | 09276069 |
|                                         | Ländliches Wohnhaus mit integrierter Scheune | Goldbacher Straße 17 (Karte)   | 1. Hälfte 19. Jahrhundert | Eingeschossiger Putzbau, baugeschichtlich von Bedeutung, im hinteren Teil mit Tor, saniert, Dachpfannen | 09276071 |
|                                         | Wohnstallhaus und winklige Scheune eines Bauernhofes | Goldbacher Straße 45 (Karte)   | Um 1850 | Wohnstallhaus Obergeschoss Fachwerk verkleidet, Scheune zum Teil Bruchstein, Obergeschoss Fachwerk verbrettert, baugeschichtlich und wirtschaftsgeschichtlich von Bedeutung, Wohnstallhaus Obergeschoss Fachwerk, verschiefert, Scheune Erdgeschoss Bruchstein massiv, Obergeschoss Fachwerk, verbrettert, Giebel verbrettert | 09276077 |
| Direkt Bild zu diesem Denkmal hochladen | Wohnstallhaus eines Dreiseithofes | Goldbacher Straße 51 (Karte)   | Um 1880 | Putzbau mit Drempel und Drillingsfenster im Giebel, baugeschichtlich von Bedeutung, zweigeschossig, Drempel, Drillingsfenster im Giebel, Eckquaderung, Natursteingewände, ohne Anbau | 09276076 |
| Weitere Bilder                          | Wohnhaus eines Bauernhofes | Goldbacher Straße 85 (Karte)   | Um 1850 | Ehemals Mühle, einfacher Putzbau mit Drempel, baugeschichtlich von Bedeutung | 09276075 |
|                                         | Wohnhaus eines ehemaligen Gutshofes (Nr. 8) und Reste der Mauer (bei Nr. 6) | Hinterweg 6, 8 (Karte)         | Um 1800 | Putzbau mit überdachtem Vorbau an der Längsseite, vorgelagerte freie Treppe, baugeschichtlich von Bedeutung, oben Fachwerk, verputzt, hoher spitzer Giebel, massiver Bau (Bruchstein), Giebel massiv, Reste der Mauer (Flurstück 1p gehört zu Hinterweg 6) | 09276073 |

## Streichungen von der Denkmalliste
| Bild                                    | Bezeichnung | Lage                         | Datierung | Beschreibung                                     | ID |
| --------------------------------------- | ----------- | ---------------------------- | --------- | ------------------------------------------------ | -- |
| Direkt Bild zu diesem Denkmal hochladen | Bauernhof   | Gartenweg 2 (Karte)          |           | Wahrscheinlich zwischen 2006 und 2016 abgerissen |    |
| Direkt Bild zu diesem Denkmal hochladen | Wohnhaus    | Goldbacher Straße 6 (Karte)  |           | Zwischen 2006 und 2016 abgerissen.               |    |
|                                         | Wohnhaus    | Goldbacher Straße 26 (Karte) |           |                                                  |    |
|                                         | Wohnhaus    | Hinterweg 5 (Karte)          | 1849      |                                                  |    |

## Tabellenlegende
- Bild: Bild des Kulturdenkmals, ggf. zusätzlich mit einem Link zu weiteren Fotos des Kulturdenkmals im Medienarchiv Wikimedia Commons. Wenn man auf das Kamerasymbol klickt, können Fotos zu Kulturdenkmalen aus dieser Liste hochgeladen werden:
- Bezeichnung: Denkmalgeschützte Objekte und ggf. Bauwerksname des Kulturdenkmals
- Lage: Straßenname und Hausnummer oder Flurstücknummer des Kulturdenkmals. Die Grundsortierung der Liste erfolgt nach dieser Adresse. Der Link (Karte) führt zu verschiedenen Kartendiensten mit der Position des Kulturdenkmals. Fehlt dieser Link, wurden die Koordinaten noch nicht eingetragen. Sind diese bekannt, können sie über ein Tool mit einer Kartenansicht einfach nachgetragen werden. In dieser Kartenansicht sind Kulturdenkmale ohne Koordinaten mit einem roten bzw. orangen Marker dargestellt und können durch Verschieben auf die richtige Position in der Karte mit Koordinaten versehen werden. Kulturdenkmale ohne Bild sind an einem blauen bzw. roten Marker erkennbar.
- Datierung: Baubeginn, Fertigstellung, Datum der Erstnennung oder grobe zeitliche Einordnung entsprechend des Eintrags in der sächsischen Denkmaldatenbank
- Beschreibung: Kurzcharakteristik des Kulturdenkmals entsprechend des Eintrags in der sächsischen Denkmaldatenbank, ggf. ergänzt durch die dort nur selten veröffentlichten Erfassungstexte oder zusätzliche Informationen
- ID: Vom Landesamt für Denkmalpflege Sachsen vergebene, das Kulturdenkmal eindeutig identifizierende Objekt-Nummer. Der Link führt zum PDF-Denkmaldokument des Landesamtes für Denkmalpflege Sachsen. Bei ehemaligen Kulturdenkmalen können die Objektnummern unbekannt sein und deshalb fehlen bzw. die Links von aus der Datenbank entfernten Objektnummern ins Leere führen. Ein ggf. vorhandenes Icon  führt zu den Angaben des Kulturdenkmals bei Wikidata.